# Madeleine Simonek
Madeleine Simonek (* 1961) ist eine Schweizer Rechtswissenschaftlerin.

## Leben
Sie erwarb 1986 das juristische Lizentiat an der Universität Bern und die Promotion 1994 an der Rechts- und Wirtschaftswissenschaftlichen Fakultät der Universität Bern bei Peter Locher. Seit 2012 ist sie ordentliche Professorin für Schweizerisches und Internationales Steuerrecht an der Universität Zürich.

## Schriften (Auswahl)
- Steuerliche Probleme der Geschäftsnachfolge bei Ableben eines Personenunternehmers unter Berücksichtigung der direkten Bundessteuer und der Steuern des Kantons Bern. Bern 1994, ISBN 3-7272-2008-2.
- Unternehmenssteuerrecht. Entwicklungen 2008. Bern 2009, ISBN 978-3-7272-8036-8.
- mit Andreas Donatsch und Stefan Heimgartner: Internationale Rechtshilfe unter Einbezug der Amtshilfe im Steuerrecht. Zürich 2011, ISBN 978-3-7255-6255-8.
- Unternehmenssteuerrecht. Grundlagen für das Studium und die Praxis. Zürich 2019, ISBN 3-7255-7730-7.